# Barbara Nath-Wiser
Barbara Nath-Wiser (28 de febrero de 1949 (76 años), Linz, Austria) es una médica austriaca.
Barbara Nath-Wiser estudió medicina en Viena y emigró a India en 1978. Fundó el Centro-NISHTA (sánscrito "confianza") para la población del valle Kangra en Sidhbari, la patria de su esposo Krishan Nath-Baba. Sidhbari está situada en la provincia en el norte de India que se llama Himachal Pradesh. Aparte de métodos de tratamiento convencional este centro de sanidad ofrece homeopatía, acupuntura y medicina ayurvédica.
1986 su marido murió pero Barbara Nath-Wiser decidió quedar en India y seguir su proyecto. 2004 Barbara Nath-Wiser recibió el Two Wings Award y en 2005 fue nominada para el premio Nobel de la paz. La nominación se enmarcó en “1000 mujeres para el premio Nobel de la paz 2005”.
Desde 2003 Nishta atiende una oficina reconocida del Servicio Austriaco en el Extranjero y por eso los jóvenes servidores austriacos pueden hacer su servicio allí. 